# Mögtraser
Mögtraser eller Mogtraser (fornnordiska: Mögþrasir, möjligen "den som strävar efter söner") är i nordisk mytologi en jätte som omnämns i den 49:e strofen i sången om Vavtrudner i den poetiska Eddan. "Mogtrasers möar" syftar troligen på nornorna, och Mögtraser är antingen deras far eller används som kenning för att påvisa nornornas släktskap med jättarna.